# Iwan Drożżyn
Iwan Wasiljewicz Drożżyn (ros. Иван Васильевич Дрожжин, ur. 1891 we wsi Murawjowo w guberni moskiewskiej, zm. 27 lipca 1941) – radziecki działacz partyjny i państwowy.

## Życiorys
Służył w rosyjskiej armii, został zdemobilizowany z powodu inwalidztwa, w kwietniu 1917 wstąpił do SDPRR(b), od grudnia 1919 do stycznia 1921 był przewodniczącym Komitetu Wykonawczego Chamowniczeskiej Rady Rejonowej w Moskwie. Od 16 grudnia 1921 do 18 kwietnia 1922 był przewodniczącym Komitetu Wykonawczego Riazańskiej Rady Gubernialnej, od marca 1922 do maja 1923 sekretarzem odpowiedzialnym riazańskiego gubernialnego komitetu RKP(b), od maja 1923 do maja 1924 sekretarzem odpowiedzialnym kostromskiego gubernialnego komitetu RKP(b), potem sekretarzem moskiewskiej gubernialnej rady związków zawodowych. Od 13 lipca 1930 do 26 stycznia 1934 wchodził w skład Centralnej Komisji Kontrolnej WKP(b), 1934-1935 był dyrektorem rejonowej elektrowni w obwodzie moskiewskim, potem do listopada 1939 zastępcą zarządcy trustu "Wołgoelektrosiet'stroj". 7 lipca 1935 został odznaczony Orderem Czerwonego Sztandaru Pracy.
W listopadzie 1939 został aresztowany, 6 lipca 1941 skazany na śmierć przez Wojskowe Kolegium Sądu Najwyższego ZSRR pod zarzutem udziału w kontrrewolucyjnej organizacji i następnie rozstrzelany. 6 października 1956 pośmiertnie zrehabilitowany.